# یولیان توئیم
یولیان توئیم (لهستانی: Julian Tuwim; ۱۳ سپتامبر ۱۸۹۴ – ۲۷ دسامبر ۱۹۵۳) شاعر و نویسنده اهل لهستان بود.

## شعرهای مطرح
- Czyhanie na Boga (Lurking for God, 1918)
- Sokrates tańczący (Dancing Socrates, 1920)
- Siódma jesień (The Seventh Autumn, 1921)
- Wierszy tom czwarty (Poems, volume four, 1923)
- Murzynek Bambo (The little black boy, Bambo, 1923 or 1924, published 1935)[۴]
- Czary i czarty polskie (Sorcery and Deuces of Poland, 1924)
- Wypisy czarnoksięskie (The Sorcery Reader, 1924)
- A to pan zna? (And do you know this, sir?, 1925)
- Czarna msza (Black Mass, 1925)
- Tysiąc dziwów prawdziwych (A thousand true wonders, 1925)

## جنگ جهانی دوم و بعد از آن

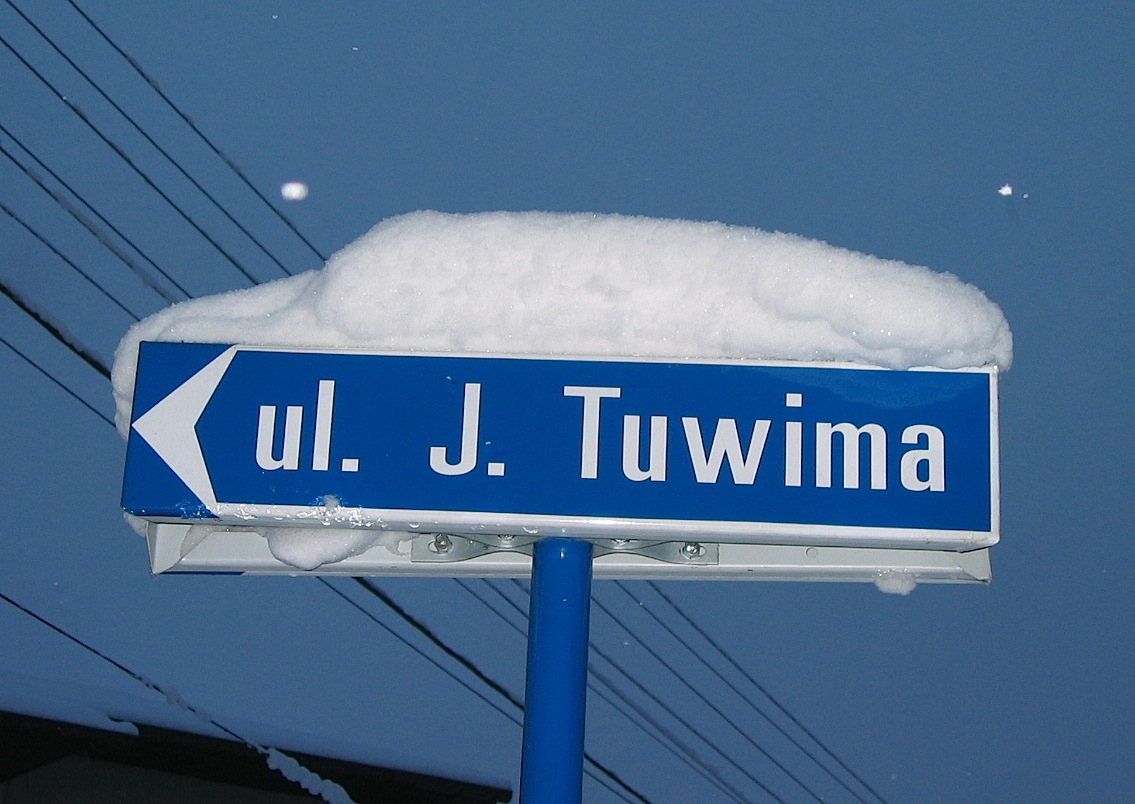
خیابان توویما در چرزانو

در سال ۱۹۳۹، در آغاز جنگ جهانی دوم و اشغال لهستان توسط آلمان، توئیم از طریق رومانی ابتدا به فرانسه و پس از تسلیم فرانسه از طریق پرتغال به برزیل و سرانجام در سال ۱۹۴۲ به ایالات متحده مهاجرت کرد. در سال ۱۹۳۹ تا ۱۹۴۱ با هفته‌نامه "Wiadomosci Polskie" همکاری کرد، اما به دلیل اختلاف دیدگاه در مورد نگرش به اتحاد جماهیر شوروی، همکاری را قطع کرد. وی در سالهای ۱۹۴۲ تا ۱۹۴۶ با ماهنامه "Nowa Polska" که در لندن منتشر می‌شد؛ و روزنامه‌های چپ لهستانی-آمریکایی همکاری کرد. وی از سال ۱۹۴۲ به بخش لهستانی سازمان بین المللی کارگران وابسته بود. او همچنین عضو انجمن نویسندگان لهستان بود(عضو هیئت مدیره در سال ۱۹۴۳).
در این مدت او شعر "Kwiaty Polskie" ( گلهای لهستانی ) را نوشت، یک شعر حماسی که در آن اوایل کودکی خود را با نوستالژی در "Łódź" به یاد می‌آورد. در آوریل ۱۹۴۴ وی شعر مانیفیستی با عنوان  "ziydzi Polscy" ( ما، یهودیان لهستانی ) منتشر کرد.
توئیم پس از جنگ در سال ۱۹۶۴  به لهستان بازگشت، اما به تاریخ لهستان توجه زیادی نکرد. وی در سال ۱۹۵۳ در سن ۵۹ سالگی در زاکوپان درگذشت. توئیم به دلیل شعر شهرت زیادی داشت، اما کارهای طنز و شعر برای کودکان می‌نوشت، به عنوان مثال "لوکوموتیوا" ( لوکوموتیو ۱۹۳۸ - ترجمه در سال ۱۹۴۰) به بسیاری از زبانها ترجمه شده است.  وی همچنین شعرهایی با احترام از الکساندر پوشکین و دیگر شاعران روسی نوشت. 
ییلزاوتا تاراخوفسایا، شاعر روسی، بیشتر شعرهای کودکان توئیم را به روسی ترجمه کرد‌.